# Ніжинське (Конотопський район)
Ні́жинське —  село в Україні, у Кролевецькій міській громаді Конотопського району Сумської області. Населення становить 8 осіб. До 2017 орган місцевого самоврядування — Реутинська сільська рада.

## Географія
Село Ніжинське знаходиться на відстані 3,5 км від правого берега річки Реть. На відстані близько 1 км розташовані села Сажалки і Артюхове. Поруч проходить залізниця, станція Реть за 2 км.
Кутки села: Гатяківка, Кошманівка.

## Історія
12 червня 2020 року, відповідно до розпорядження Кабінету Міністрів України № 723-р «Про визначення адміністративних центрів та затвердження територій територіальних громад Сумської області», село увійшло до складу Кролевецької міської громади.
19 липня 2020 року, в результаті адміністративно-територіальної реформи та ліквідації Кролевецького району, увійшло до складу новоутвореного Конотопського району.

## Символіка
Всі елементи герба символізують що село знаходиться серед великого лісового масиву.